# Wilhelm von Schröder
Wilhelm von Schröder (ur. 15 listopada 1640 w Królewcu, zm. w październiku 1688 w Preszowie) – niemiecki ekonomista. Był podobnie jak Philip Wilhelm von Hörnigk (1638 - 1712), jednym z reprezentantów nauki ekonomicznej zwanej kameralizmem. 
Prace:
- Discursus iuris publici de potestate circa sacra in Imperio Romano-Germanico. Jena 1660.
- Dissertatio accademica cuius prima pars De ratione status, secunda De nobilitate, tertia De ministrissimo, quam pro more consueto praeside …. Jena 1663
- Nothwendiger Unterricht vom Goldmachen, denen Buccinatoribus oder so sich selbst nennenden foederatis hermeticis auf ihre drey Epistel zur freundlichen Nachricht. 1684.
- Fürstliche Schatz- und Rentkammer. Leipzig 1686.